# Stadion Kapten I Wayan Dipta
Stadion Kapten I Wayan Dipta – stadion piłkarski w prowincji Bali w Indonezji. Mecze na tym obiekcie rozgrywa klub piłkarski Bali United Pusam. Stadion jest jedną z aren Mistrzostw Azji U-17 2024. Pojemność stadionu wynosi 25 000.

## Historia
Stadion powstał w 2003 roku na rolniczych obrzeżach Gianyaru, aby służyć czołowemu klubowi z Bali - Persegi Bali FC. Klub jednak w 2007 roku przestał istnieć, przez co do 2010 stadion nie był użytkowany.
W 2010 roku powstał nowy klub, Bali Devata FC, ten jednak upadł rok później, po czym stadion zaczął popadać w ruinę.
Od 2015 roku gospodarzem obiektu jest klub Bali United Pusam.

## Architektura
Trybuny (oprócz trybuny zachodniej) mają owalny kształt. Krzesełka na stadionie są w kolorach białym i czerwonym. Nad niedużą częścią zachodniej trybuny znajduje się dach. Stadion wyposażony jest w oświetlenie.